# بو بریجز
بو بریجز (انگلیسی: Beau Bridges؛ زاده ۹ دسامبر ۱۹۴۱) یک هنرپیشه اهل ایالات متحده آمریکا است.

## فیلم‌ها
از فیلم‌ها یا برنامه‌های تلویزیونی که وی در آن نقش داشته‌است می‌توان به فیلم‌های زیر اشاره کرد:
- دروازه ستارگان اس‌جی-۱
- فرزندان
- جری مگوایر
- مکس پین
- نورما ری
- گدایان و انتخاب‌کنندگان
- دوست‌پسر دوست‌دختر من
- بزن و فرار کن
- یک عشق تابستانی
- از دست‌دادن چیس
- زمان کشتن
- نشانه‌های زندگی
- جادوگر